# Новинки (Матигорское сельское поселение)
Новинки — деревня в Холмогорском районе Архангельской области.

## География
Находится в центральной части Архангельской области на расстоянии приблизительно 5 км на юг-юго-восток по прямой от районного центра села Холмогоры на левобережье Северной Двины.

## История
Деревня была отмечена уже только на карте 1980-х годов. До 2022 года входила в Матигорское сельское поселение до его упразднения.

## Население
Численность населения не была учтена как в 2002 году, так и в 2010.